# Тома Томов (политик)
Вижте пояснителната страница за други личности с името Тома Томов.
Тома Янков Томов (известен и като Томо Томов) е съвременен български политик. Той е лидер на политическа партия „Европейска сигурност и интеграция“ (бивша „Рома“) и депутат от „Коалиция за България“ в XXXIX и XL народни събрания.

## Биография
Тома Томов е роден на 28 март 1953 година в Перник в калдарашко семейство.
За себе си казва, че е „...част от най-онеправдания български етнос – ромския, и... част от лявото“. През 1987 г. завършва право в Софийския университет „Климент Охридски“. Същата година става районен прокурор в Оряхово.
Женен е, има дъщеря Стефка и син Борислав.
Томов оглавява неполитическата организация Гражданско обединение „Рома“, учредено на 4 март 2001 г. За парламентарните избори от 2001 година тя се включва в предизборната „Коалиция за България“.
През май 2001 г. от ЦИК са връщани документите за регистрация на Коалицията с обосновката, че е подписал документите на Гражданско обединение „Рома“, а като действуващ прокурор няма право на участие в политически партии. През 2001 г. става народен представител от „Коалиция за България“ в XXXIX народно събрание от МИР Монтана, а през 2005 – в XL НС от МИР Враца.
През февруари 1999 г. заявява, че не раздаването на социални помощи, а създаването на нови работни места трябва да бъде акцентът в политиката на социалното министерство към ромите. Изказва през 2001 г. опасението, че „България ще стане Косово“.
През 2007 г. прокуратурата иска от Народното събрание сваляне на имунитета на Томов заради данни за извършени от него престъпления като районен прокурор на Оряхово през 1998 г., но на 1 юни народните представители гласуват против искането. Според временната парламентарна комисия, разглеждала предложението, няма достатъчно доказателства срещу Томов.